# Modelat litoral
El modelat litoral és un tipus de modelat (generat pels agents geològics externs) que té lloc al contacte entre terres emergides i el mar per efecte de les ones, marees i l'acció de determinats animals que construeixen edificis com coralls, etc. Així com la interacció entre les aigües marines i les continentals en àrees fluvials o aiguamolls o albuferes.

## Formació gradual del modelat
El modelat litoral no és un paisatge estàtic. Curiosament, una de les seves principals característiques és el seu gran dinamisme. De fet, el paisatge que trobem a la costa és el resultat d'una sèrie de processos que s'han donat al llarg de la seva història de la Terra a diferents escales temporals. Processos com ara la tectònica de les plaques o la deriva continental modelen el paisatge costaner a una escala geològica. Així, per exemple, sabem que l'actual fons de la Mediterrània va ser sec fa uns 5 milions d'anys i abans que s'obrís l'Atlàntic per l'estret de Gibraltar. Tanmateix, les variacions històriques del nivell del mar estan relacionades, fonamentalment, amb processos de glaciació i desgel. A una altra escala temporal, es troben els processos d'erosió i sedimentació. Aquests processos són, en definitiva, agents modeladors del paisatge. El vent és un dels més destacables, ja que està en l'origen de l'oneig i de la marejada. I altres com les ones, les marees i els corrents conformen la dinàmica marina que influeix directament en el paisatge final de la costa.

## Processos d'erosió
- Retrocés del penya-segat: Les ones soscaven la part baixa dels penya-segats i els blocs cauen. D'aquesta forma els penya-segats retrocedeixen i el mar guanya terreny. El retrocés dona lloc a una superfície que pot quedar al descobert durant la marea baixa, que s'anomena plataforma d'abrasió.
- Trituració i rentat dels materials: Els blocs i fragments de roca s'esmicolen. L'onatge i els corrents transporten mar endins els materials més fins, com els llims. I formen les plataformes d'abrasió.

## Processos de transport i sedimentació
- Transport: La sorra és transportada al llarg de la costa pels corrents litorals.
- Sedimentació: 
  - Platges: Acumulació de sorra o grava en zones de pendent suau.
  - Tómbols i fletxes: Dipòsits sorrencs perpendiculars a la costa.
  - Cordons litorals: Dipòsit sorrenc paral·lel a la costa, que sol aïllar llacunes i maresmes costaners.

## Tipus de modelats

### La platja
La platja es forma quan el pendent de la costa és massa lleu i les onades no poden emportar-se el material que sedimenten. Una platja és el camp de batalla entre la sorra i les ones.
La platja és un paisatge eminentment dinàmic. La seva evolució depèn de l'equilibri entre l'erosió i l'acumulació dels sediments. Principalment, les fluctuacions que s'originen al voltant d'aquest equilibri són regulades per l'acció de les onades. Una onada és el resultat del desplaçament de l'aigua de mar sobre una superfície, el fons marí. Les ones deixen com a efecte una turbulència que és la que belluga els grans de sorra. A una fondària d'entre 10 i 15 metres, el moviment de l'aigua marina ja no té prou força per sacsejar la sorra del fons. Aquesta és la fondària a partir de la qual es desenvolupen les millors praderies submergides.
Les variacions morfològiques d'una platja es donen en l'eix vertical, però també en el longitudinal, és a dir, al llarg de la costa. Les sorres es desplacen seguint la franja costanera. Per això, la presència d'un cap, un port o una escullera canvia les condicions ambientals de la dinàmica de les sorres marines.

### Les dunes litorals
En aquells indrets sorrencs en els quals hi ha vent amb velocitats mínimes de 4 a 5 metres per segon, aquest és capaç d'aixecar les partícules de la sorra i de moure-les certa distància i formar les anomenades dunes o monticles sorrencs. A partir d'aquesta situació el vent aixecarà certa quantitat de grans de sorra, els quals en caure sobre els altres amb un cert angle produeixen el moviment dels altres grans. Aquest moviment de les partícules va ser descrit als anys quaranta i es coneix amb el nom de saltació. Quan el vent topa amb un obstacle perd velocitat i les partícules que transportava cauen i es dipositen al voltant de l'objecte. Així s'inicia la formació d'una duna. Si s'ajunta amb altres dunes semblants, augmentarà la seva mida. Amb el temps, la vegetació colonitzarà la duna i fixarà la sorra. L'aparició de la vegetació aporta estabilitat a les dunes.

### La costa rocosa
El tipus de costa rocallosa es presenta quan la terra i el mar es troben d'una manera abrupta. La costa rocosa ens ofereix un paisatge extrem on predominen els penya-segats sotmesos a l'acció erosiva de les ones i dels agents terrestres (pluja i vent). El resultat d'aquesta relació entre l'ambient terrestre i el marí rocós pot configurar paisatges naturals d'una gran bellesa escènica. Per altra banda, a causa d'aquestes característiques morfològiques, els litorals rocosos no han facilitat la seva colonització per part dels humans. No obstant això l'ésser humà ha sabut aprofitar la riquesa biològica d'aquest medi i s'ha aprofitat de la fauna que hi resta associada. En la part marina són els mol·luscs els principals habitants. A les cingleres terrestres, diverses espècies d'ocells les aprofiten per nidificar. Espècies com el falcó de la reina, la merla blava, el corb marí o l'àliga peixatera aprofiten les particularitats d'aquest medi per poder-hi sobreviure.

### Els deltes
Els deltes són les formacions litorals que apareixen quan la terra guanya cert espai al mar. Es formen a partir de l'acumulació de sediments transportats per un curs fluvial. Un delta és el resultat de l'equilibri entre les deposicions de sediments i l'erosió que ocasionen els corrents i les onades de la mar. La progressió que segueixen aquestes formacions és molt variable en el temps. La morfologia dels deltes al llarg de la història és dinàmica d'acord amb les característiques climàtiques i marines.

### Àrees humides: aiguamolls i maresmes
L'aparició d'aiguamolls i maresmes és deguda a processos de sedimentació costaners. En alguns casos apareixen per processos de subsidència de la terra respecte a la mar que provoca que entri aigua salada cap endins de la terra. Són espais que solen estar en connexió amb la mar i que poden rebre aportacions d'aigua dolça amb major o menor quantitat. Això provoca que hi ha una barreja de l'aigua dolça amb l'aigua salada de la mar que obliga les espècies a tenir un rang de tolerància a la salinitat diferent segons el nínxol ecològic que ocupi.